# 刺螳属
刺螳属（学名：Rhachimantis）为色翅螳科的一个属。

## 下属物种
本属包括以下物种：
- 具棱刺螳 Rhachimantis carinata Giglio-Tos, 1915